# Chris Murphy (Politiker)

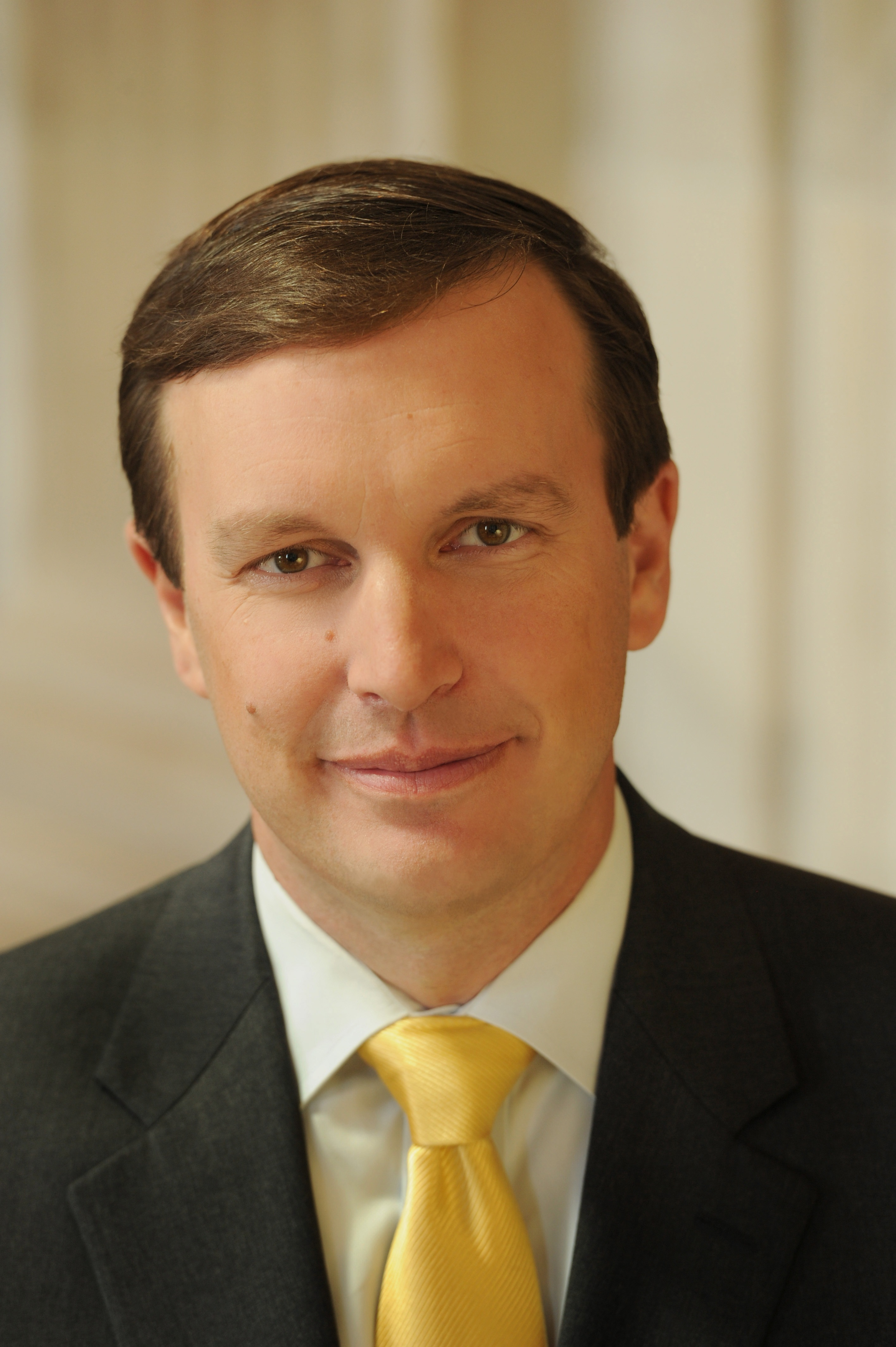
Chris Murphy (2013)

Christopher Scott „Chris“ Murphy (* 3. August 1973 in White Plains, New York) ist ein US-amerikanischer Politiker der Demokraten. Seit dem 3. Januar 2013 sitzt er für den Bundesstaat Connecticut im Senat der Vereinigten Staaten. Von 2007 bis 2013 hatte er Connecticuts fünften Kongresswahlbezirk im US-Repräsentantenhaus vertreten.

## Karriere
Chris Murphy besuchte die Wethersfield High School in Connecticut und danach bis 1996 das Williams College in Williamstown (Massachusetts) mit einem Aufenthalt 1994/1995 am Exeter College in Oxford (England). Nach einem Jurastudium an der University of Connecticut arbeitete er ab 2002 in Southington als Rechtsanwalt.
Als Mitglied der Demokratischen Partei war Murphy zwischen 1999 und 2003 Abgeordneter im Repräsentantenhaus von Connecticut; von 2003 bis 2006 gehörte er dem Staatssenat an. Bei den Kongresswahlen 2006 wurde Murphy im fünften Wahlbezirk von Connecticut in das US-Repräsentantenhaus gewählt. Dort trat er am 3. Januar 2007 die Nachfolge von Nancy Johnson an, die er bei der Wahl geschlagen hatte, und wurde zweimal wiedergewählt. Er war dort Mitglied im Energie- und Handelsausschuss sowie im Committee on Oversight and Government Reform. Murphy setzt sich für den Umweltschutz und die Gesundheitsreform (Patient Protection and Affordable Care Act) ein.
Im Januar 2011 gab Murphy bekannt, dass er sich bei den Wahlen des Jahres 2012 um das Mandat des nicht mehr kandidierenden US-Senators Joe Lieberman bewerbe. Murphy erhielt bei der Wahl im November 2012 55,1 Prozent der Stimmen, Linda McMahon (Republikaner) 43,3 Prozent.
Er übernahm im Januar 2013 das Amt von Lieberman. 2018 wurde er wiedergewählt.
Seit dem Amoklauf an der Sandy Hook Elementary School (Dezember 2012) setzt Murphy sich für eine Reform der Gesetze ein, die Privatleuten den Besitz von Schusswaffen ermöglichen.  Unter anderem nach dem Massenmord in Las Vegas 2017 erneuerte er seine Kritik.
Nach dem Anschlag von Orlando am 12. Juni 2016 forderte er in einer 14 Stunden und 50 Minuten langen Filibuster-Rede schärfere Waffengesetze. Murphys Rede war der neuntlängste Filibuster in der Geschichte des Senats.
Donald Trump protegierte während seiner ersten Präsidentschaftszeit (20. Januar 2017 bis 20. Januar 2021) die National Rifle Association. 
Zehn Tage nach Trumps zweitem Amtsantritt am 20. Januar 2025 äußerte Murphy, die USA seien in einer Verfassungskrise, „mit Sicherheit die schwerste Verfassungskrise für das Land seit Watergate“.
Ende Februar 2025 sagte Murphy zu einem von Trump angekündigten 'Rohstoff-Deal' zwischen den USA und der Ukraine: Trump ist kein Stück von seiner pro-russischen Position abgerückt. Auch der Deal mit der Ukraine ist allein den Interessen reicher US-Firmenbosse und Rohstoff-Oligarchen geschuldet.
In seinen Augen sei die Grundhaltung der heutigen US-Außenpolitik: Was macht Donald Trump und seine Milliardärsfreunde reicher? 
Diese Überzeugung hatte er bereits im Dezember 2024 geäußert.
Murphy und seine Ehefrau Cathy haben einen im Jahr 2008 geborenen Sohn. Sie leben in Cheshire.